# 찰스 아서 플로이드
찰스 아서 "프리티 보이" 플로이드(영어: Charles Arthur "Pretty Boy" Floyd: 1904년 2월 3일 ~ 1934년 10월 22일)는 미국의 갱스터다. 중서부와 서남중부에서 은행강도를 했다. 1930년대에 전국적인 악명을 얻었다. 금주법 시대의 유명 무법자들이 으레 그렇듯이 멜빈 퍼비스가 이끄는 FBI 수사반에게 추적, 사살되었다.
플로이드는 미국 대중문화에 자주 등장한 범죄자로서, 때로는 악질 범죄자로 그려지기도 하지만 때로는 대공황이라는 시대에 희생된 비극적 인물로 그려지기도 한다.